# Куп Мерконорте
Куп Мерконорте (Copa Merconorte) је фудбалско клупско такмичење у организацији Конмебола (Јужноамеричке фудбалске конфедерације). У такмичењу су учествовали клубови из земаља у северном делу Јужне Америке. Државе из јужног дела континента играли су у Купу Меркосур.
Куп је игран само четири године. У последње две, учешће су узели и клубови из Мексика и САД.
У првој фази такмичење се одвијало по двоструком лига систему унутар група од по четири тима. У другој фази текмичења, победници група су разигравали по куп систему.

## Освајачи купа
| Год. | Клуб                       | Држава    | укупан рез.      | Држава    | Клуб                          | 1. утак. | 2. утак. |
| ---- | -------------------------- | --------- | ---------------- | --------- | ----------------------------- | -------- | -------- |
| 1998 | Атлетико Национал, Медељин | Колумбија | 4 - 1            | Колумбија | Депортиво Кали, Кали          | 3-1      | 1-0      |
| 1999 | Америка де Кали, Кали      | Колумбија | 2 - 2 5-3 (пен.) | Колумбија | Индепенденте Санта Фе, Богота | 1-2      | 1-0      |
| 2000 | Атлетико Национал, Медељин | Колумбија | 2 - 1            | Колумбија | Милионариос, Богота           | 0-0      | 2-1      |
| 2001 | Милионариос, Богота        | Колумбија | 2 - 2 3-1 (пен.) | Еквадор   | Емелец Гвајакил               | 1-1      | 1-1      |

## Успеси по клубовима
- Атлетико Национал: 2 (1998, 2000)
- Америка де Кали: 1 (1999)
- Милионариос: 1 (2001)

## Успеси по земљама
- Колумбија: 4 (1998—2001)